# Bataille de Phintias
Première guerre punique
Batailles
- Messine
- Agrigente
- Îles Lipari
- Pointe d'Italie
- Mylae
- Sulci
- Tyndaris
- Cap Ecnome
- Adys
- Tunis
- 1re Panormus
- 2e Panormus
- Lilybée
- Drépane
- Phintias
- Drépane
- Mont Héricté
- 1re Mont Eryx
- 2e Mont Eryx
- Îles Égades

La bataille de Phintias est une bataille navale qui a lieu en 249 av. J.-C. pendant la première guerre punique près de Licata moderne, dans le sud de la Sicile entre la flotte carthaginoise commandée par Carthalon et la marine romaine sous les ordres de Lucius Iunius Pullus. La flotte carthaginoise intercepte la flotte romaine au large de Phintias et la force à se mettre à l'abri. Carthalon, qui tient compte de l'avertissement de ses pilotes sur l'arrivée imminente d'une tempête, se retire à l'est pour l'éviter. La flotte romaine n'a pris aucune précaution et est ensuite détruite avec la perte de tous les navires sauf deux. Les Carthaginois exploitent leur victoire en attaquant les côtes de l'Italie romaine jusqu'en 243 av. J.-C.. Les Romains de leur côté ne font aucun effort naval majeur avant 242 av. J.-C..